# Блудов, Борис Александрович
Борис Александрович Блудов — советский хозяйственный, государственный и политический деятель.

## Биография
Родился в 1926 году в селе Ново-Краснянка. Член КПСС.
Угнан на принудительные работы в Германию. Выпускник Днепропетровского химико-технологического института. С 1951 года — на хозяйственной, общественной и политической работе. В 1951—1988 гг. — старший механик цеха, старший инженер цеха, начальник производственно-технического отдела газового завода, главный инженер газового завода, директор завода гидрирования, начальник, генеральный директор Ангарского нефтехимического комбината, производственного объединения «Ангарскнефтеоргсинтез».
Избирался депутатом Верховного Совета РСФСР 10-го созыва.
Постановлением мэра города Ангарска № 3399 от 26.12.1995 года Блудову Б. А., генеральному директору производственного объединения «Ангарскнкфтеоргсинтез», присвоено звание «Почетный гражданин города Ангарска» за заслуги в решении экономических и социальных проблем города, многолетнюю и плодотворную общественную деятельность.
Умер в Ангарске в 2004 году.

## Отзывы о трудовой деятельности
Благодаря его личной инициативе введены в эксплуатацию: установки по переработке нефти ЭЛОУ+АВТ-6, производство стирола, комплекс объектов по производству масел, установка 21-10/3М, производство пластификаторов, производства этилен-пропилена, этилбензола, каталитический риформинг 35-11/1000 и мн. др. Блудов применял непосредственное участие в рационализаторской и изобретательской работе, имел девять авторских свидетельств на изобретение. По его инициативе построены и введены в эксплуатацию большое количество объектов соцкульбыта.

## Память
- Улица Блудова в Ангарске